# Thugs Get Lonely Too
Thugs Get Lonely Too è il primo singolo del rapper statunitense Tupac Shakur estratto dall'album postumo Loyal to the Game. È stato prodotto da Eminem e vi ha partecipato Nate Dogg.

## Informazioni
La canzone non è stata accompagnata da alcun videoclip e non ha avuto molto successo: ha raggiunto solo la posizione n.98 all'interno della Billboard Hot 100 e la n.55 nella Hot R&B/Hip-Hop Songs. Decisamente meglio è andato il singolo successivo Ghetto Gospel, in collaborazione con Elton John.
La versione originale di Thugs Get Lonely Too è invece in collaborazione con Young Noble e campiona If I Was Your Girlfriend di Prince (artista più volte campionato in passato da Tupac).

## Tracce
1. "Thugs Get Lonely Too (Radio Edit)"
2. "Thugs Get Lonely Too (Clean Version)"
3. "Thugs Get Lonely Too (LP Version)"
4. "Thugs Get Lonely Too (Instrumental)"
5. "Hennessey - Red Spyda Remix (Clean Version)"
6. "Hennessey - Red Spyda Remix (LP Version)"
7. "Hennessey - Red Spyda Remix (Instrumental)"

## Posizioni in classifica
| Chart (2005)                          | Posizione massima |
| ------------------------------------- | ----------------- |
| Billboard Hot 100 (USA)               | 98                |
| Billboard Hot R&B/Hip-Hop Songs (USA) | 55                |